# Karl Ferdinand Philippi
Karl Ferdinand Philippi (eigentlich Lippert, * 12. März 1795 in Leipzig; † 3. September 1852 in Leipzig) war ein deutscher Publizist und Verleger.

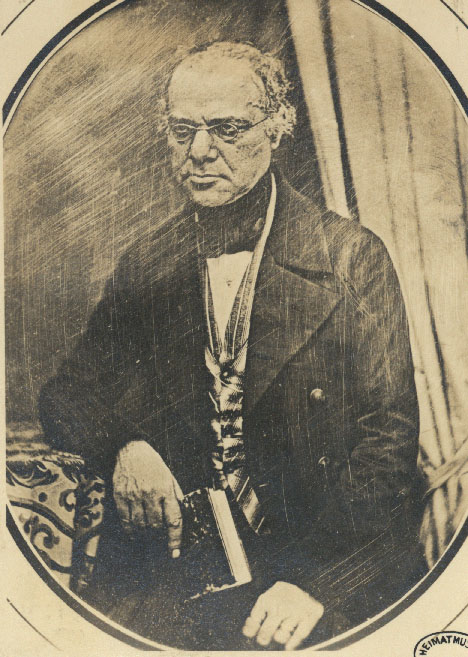
Karl Ferdinand Philippi (Daguerreotypie überkommen im Museum Grimma)

## Leben
Philippi war Sohn eines Tuchhändlers in Grimma. Philippi studierte an der Universität Leipzig, lebte anschließend in der Oberlausitz und wurde 1815 Direktor der Garnisonsschule in Dresden, später Direktor des Realinstituts.
In Dresden gab er in der Hilscherschen Verlagsbuchhandlung einige Schriften, insbesondere für die Reihe der Historischen Taschenbibliothek diverse geschichtliche Abhandlungen heraus, aus der Reihe derer seine Reihe zur Geschichte des Papsttums heraussticht.
1832 ging er nach Altenburg und 1834 nach Grimma. Dr. Ludwig Bernhard Georg Lippert übernahm dort die erst 4 Jahre zuvor durch den Berliner Universalverleger Georg Andreas Reimer übernommene Göschensche Buchdruckerei in der Judengasse 221, die er in Verlagscomptoir umfirmierte. Philippi wurde zum Prokuristen und gab unter dem Verlag des Verlagscomptoirs mehrere Journale heraus. Auch die von Robert Blum herausgegebene Constitutionelle Staatsbürgerzeitung erschien zuletzt im Grimmaschen Verlagscomptoir. Die bekannteste Publikation, die Philippi begründet und (zunächst) herausgegeben hat, war der Ameisen-Kalender : Sachsens Haus- und Familienbote (1840-1853 Königl.-Sächsischer concessionirter Ameisen-Kalender, 1855 - 52.1890: Königlich-Sächsischer Ameisen-Kalender, dann wieder Ameisen-Kalender : Sachsens Haus- und Familienbote noch erschienen 55.1893 - 100.1942)
Ein größeres Projekt des Verlagscomptoirs war die Herausgabe von Werken und der Memoiren Mes mémoirs von Alexander Dumas. Daneben bildeten Romane ein wesentliches Standbein des Verlagscomptoirs, darunter neben Werken französisch- und englischsprachiger Autoren viele Übersetzungen aus den nordischen Sprachen, so des Schweden Carl Fredrik Ridderstad oder des Dänen Theodor Vilhelm Rumohr.
Im Verlagscomtoir erschienen aber auch enzyklopädische Werke und Wörterbücher wie die Pädagogische Real-Encyklopädie oder encyklopädisches Wörterbuch des Erziehungs- und Unterrichtswesens und seiner Geschichte von Karl Gottlob Hergang, ein Jüdisches Athenäum: Gallerie berühmter Männer jüdischer Abstammung und jüdischen Glaubens, von der letzten Hälfte des 18. bis zum Schluß der ersten Hälfte des 19. Jahrhunderts oder das Dictionnaire de l'Académie française : Das Wörterbuch der französischen Akademie ; Mit deutscher Übersetzung.
Philippi war seit 1825 großherzoglich-sächsischer (weimarischer!) Hofrat.

## Werk
Noch während seiner Zeit als Direktor der Garnisonsschule Dresden gab er dort die belletristische Zeitschrift Literarischer Merkur heraus. Die Zeitschrift erschien bei Hilscher, in dessen Verlagsbuchhandlung Philippi später als Miteigentümer einstieg. 1825 übernahm er für den Leipziger Verleger Gleditsch die Herausgeberschaft des Gleditschen Konkurrenzprodukt zum von Johann Friedrich Kind herausgegebenen Taschenbuches zum geselligen Vergnügen, das unter Kinds Vorgänger Wilhelm Gottlieb Becker zwischen 1809 und 1818 bei Gleditsch erschienen war und sich sehr gut verkauft hatte. Nachdem Kind sich entschlossen hatte zu Göschen zu wechseln, entschloss sich Gleditsch, unter dem gleichen Namen ein zum Kindschen Taschenbuch zum geselligen Vergnügen inhaltlich unterschiedliches eigenes Taschenbuch herauszubringen, das dann zwischen 1819 und 1819 erschien.

## Schriften (Auswahl)
- Herausgeber von Literarischer Merkur oder wöchentliches Unterhaltungsblatt für alle Stände. Dresden : Hilscher 1819–1821 digitale Ausgabe der SLUB Dresden
- Übersetzung von Der erzählende Lateiner, d. i. Selectae narratiunculae, facetae ac lepidae ... : ein praktisches Hilfsbuch zur Einübung der lateinischen Conversationssprache nach dem Französischen des J. Le Roy (Professeur au Collége de Sainte Barbe) bearbeitet von F. Philippi, nebst einleitender Vorrede von D. C. Baumgarten-Crusius. Hilscher, Dresden 1824 Digitalisat der British Library
- Kleines lateinisches Conversationslexicon. Dresden : Hilscher 1825 Digitalisat der Staatsbibliothek Bamberg
- Die Latinität der Neuern von dem Wiederaufleben der Wissenschaften bis auf unsere Zeiten : ein Hilfsbuch für den Unterricht im lateinischen Styl und für Bildung des Geschmacks. Leipzig : Tauchnitz 1825 Digitalisat der BSB München
- Dramaturgische Brandraketen. Dresden 1826
- Atrium hebraicum: oder grammatische Vorschule für das exegetisch-dogmatische Studium der Schriften des alten Bundes. Neustadt a. d. Orla 1826 (Digitalisat)
- Geschichte des Freistaats von Santo Domingo (Hayti). Dresden : Hilscher 1826 (Allgemeine historische Taschenbibliothek für Jedermann Bd. 4) (Digitalisat der BSB München)
- Vitae excellentium Romanorum : Biographien berühmter Römer : ein Lehr- und Lesebuch ; Begründung des ersten Cursus in Erlernung der latein. Sprache und der Geschichte des alten Roms nach Aurelius Victor und Lomond, bearbeitet und mit vollständigem Wortregister versehen von Dr. Ferdinand Philippi, grossherz. Sächsisch. Hofrath. Nürnberg : Riegel & Wiesner 1826 Digitalisat der BSB München
- Geschichte der vereinigten Freistaaten von Nordamerika. Dresden : Hilscher 1826 (Allgemeine historische Taschenbibliothek für Jedermann Bd. 11) (Digitalisat der BSB München)
- Geschichte von Venedig. Dresden : Hilscher 1828 (Allgemeine historische Taschenbibliothek für Jedermann Bd. 19) (Digitalisat der University of Virginia)
- Geschichte des Papstthums. (17 Bändchen, über die Jahre bei unterschiedlichen Verlegern erschienen, aber alle als Allgemeine historische Taschenbibliothek für Jedermann Bd. 24) 1929–40 die meisten Bändchen als digitale Ausgabe bei der BSB München
- Herbstblätter. Grimma : Verlags-Comptoir 1824  (Digitalisat der University of Chicago)
  - Inhalt : Marchesa di Norris, Mamana, Der Pseudo-Göte
- Herausgeber der Die Ameise : vaterländische Blätter für Haus und Leben. Grimma : Verl.-Comptoir 1.1832 - 17.1848[?]
  - davon nur digital zu finden Jg. 1834, No. 40-78 Digitalisat der ÖNB Wien = dasselbe bei Google
- Ameisen-Kalender
  - 1838 ÖNB Wien, Digitalisat der SLUB Dresden
  - 1839 ÖNB Wien
  - 1840 ÖNB Wien = Google, Digitalisat der SLUB Dresden
  - 1841 ÖNB Wien = Google, Digitalisat der SLUB Dresden
  - 1842 Google (ÖNB Wien)
  - 1843 Google (ÖNB Wien), Digitalisat der SLUB Dresden
  - 1844-1845 Digitalisat der SLUB Dresden
  - 1850 ÖNB Wien = Google
  - 1851-1853 Digitalisat der SLUB Dresden
  - 1855 - 1863; 1865 - 1866; 1868 - 1877; 1880; 1883; 1886; 50.1888 - 52.1890 Digitalisat der SLUB Dresden
    - 1858 Google (ÖNB Wien)
    - 1859 Google (ÖNB Wien)

  - 55.1893 Digitalisat der HAAB Weimar
  - 59.1897 - 60.1898; 80.1922 Digitalisat der SLUB Dresden
  - Besprechung der Verlagssensation in : Europa. Chronik der gebildeten Welt digital Seite 228.
- Geschichte von Dänemark: vier Abtheilungen – Band 3. 1840 (Digitalisat)
- Herausgabe oder „nur“ Verlag von Zeitschriften im Verlagscomptoir Grimma
  - Der Dorfbarbier : Ein Blatt für gemüthliche Leute (später Dorfbarbier : humoristisch-satyrische Zeitung), 1844,1.Apr. - 1850; N.F. 1=36.1880 - 37=72.1916; 73.1917 - 86.1930,20 (Neue Folge in Berlin)
  - Unser Planet : Blätter für Unterhaltung, Zeitgeschichte, Literatur, Kunst und Theater 1.1830 - 13.1843 samt Nachfolger
  - Der Wandelstern 1.1844 - 5.1848, damit Erscheinen eingestellt
    - 1843,155-156u.162-163u.178 München Stadtarchiv Bibl.
    - 2.1845 UB Mainz
    - 3.1846-5.1848 SLUB Dresden

  - Osterländische Blätter und Figaro : eine heitere Zusammenstellung von Altem und Neuem, Fremdem und Eignem 1834,3(8.Jan.) - 1840,103(Dez.) samt Nachfolger
  - Osterländische Blätter 13.1845 - 15.1847
    - 1845, Nr. 1 - 45 (28. Juni) ÖNB Wien